# Postaw
Postaw – staropolska jednostka miary tkanin, głównie sukna.
W różnych regionach postaw miała różną wielkość – długość wahała się od 27 do 62 łokci. W XIX wieku – nawet od 12 do 64 łokci, średnio 32. Szerokość postawu zależała od techniki lub organizacji produkcji danego materiału (w danym regionie), a także od jego przeznaczenia i jakości (im wyższa jakość materiału, tym większe były rozmiary postawu). Bela sukna często liczyła 10–12 postawów.
Postaw był jednostką stosowaną przed upowszechnieniem się systemu metrycznego.
Termin ten był stosowany wymiennie z określeniem sztuka.

## W kulturze
W kulturze, publicystyce i polityce często cytowany jest fragment wypowiedzi księcia Bogusława Radziwiłła w czasie jego rozmowy z Andrzejem Kmicicem z 25. rozdziału tomu I Potopu Henryka Sienkiewicza:

Jest, panie kawalerze, zwyczaj w tym kraju, iż gdy kto kona, to mu krewni w ostatniej chwili poduszkę spod głowy wyszarpują, ażeby się zaś dłużej nie męczył. Ja i książę wojewoda wileński postanowiliśmy tę właśnie przysługę oddać Rzeczypospolitej. Ale że siła drapieżników czyha na spadek i wszystkiego zagarnąć nie zdołamy, przeto chcemy, aby choć część, i to nie lada jaka, dla nas przypadła. Jako krewni, mamy do tego prawo. Jeśli zaś nie przemówiłem ci tym porównaniem do głowy i nie zdołałem w sedno utrafić, tedy powiem inaczej. Rzeczpospolita to postaw czerwonego sukna, za które ciągną Szwedzi, Chmielnicki, Hiperborejczykowie, Tatarzy, elektor i kto żyw naokoło. A my z księciem wojewodą wileńskim powiedzieliśmy sobie, że z tego sukna musi się i nam tyle zostać w ręku, aby na płaszcz wystarczyło; dlatego nie tylko nie przeszkadzamy ciągnąć, ale i sami ciągniemy. Niechaj Chmielnicki przy Ukrainie się ostaje, niech Szwedzi z Brandenburczykiem o Prusy i wielkopolskie kraje się rozprawiają, niech Małopolskę bierze Rakoczy czy kto bliższy. Litwa musi być dla księcia Janusza, a z jego córką – dla mnie!

Postaw pojawia się również w wierszu O Polsko moja! Tyś pierwsza światu… Juliusza Słowackiego:

O Polsko moja! tyś pierwsza światu
Otwarła duchem tajemnic wrota,
Czeluść, co błyszczy święta i złota,
Królestwo potęg i majestatu.
I w tobie widać bijące serca,
Zjawisk ci widać otwarte łona,
A ty jak orzeł w duchy wpatrzona,
W stronę prawdziwą stworzeń kobierca,
Widzisz, jak silna dłoń robotnika
Napina postaw, wiąże tkaninę,
Złotą i srebrną nicią przemyka,
Wieki sprowadza w jedną godzinę.
Nie zna przypadku ani humoru,
Ani się cofa, ani kołysze —
Według jednego Chrystusa wzoru
Wszystko na ziemi wiąże i pisze...